# Jennifer O'Connor
Jennifer O'Connor (Putnam, 8 novembre 1973) è una cantautrice statunitense.
Ha pubblicato una serie di album da solista che hanno riscosso un buon successo, e ha partecipato ai tour di Wilco, the Indigo Girls, Feist, Yo La Tengo, Dump, e the Mountain Goats, oltre a quelli di altri cantanti e musicisti. Il Paste Magazine l'ha definita "il cantautore dei cantautori", descrivendo i suoi album come "un modello di parsimonia e limpidezza."
Pur essendo uno dei pochi cantanti indipendenti dichiaratamente omosessuale, non scrive musica indirizzata in modo specifico ad un pubblico gay. Vive a Brooklyn, ed oltre a scrivere musica propria ed esibirsi, gestisce anche un'etichetta discografica, la Kiam Records, associata con altri sette artisti.

## Biografia
O'Connor nasce a Putnam, e si trasferisce in Florida durante in liceo. Non impara a suonare la chitarra prima dei 22 anni, dopo la laurea alla Emory University. Le prime esperienze musicali sono come membro dei Violet, un gruppo di Atlanta al tempo paragonato ai the Pixies e agli X.
Dopo aver lasciato il gruppo nel 2000, si trasferisce a New York e comincia a suonare come solista. Si mantiene con piccoli lavori in librerie e negozi di musica. Tra questi, il più piacevole sarebbe stato come impiegata nell'ufficio pubblicitario della nota etichetta discografica Knitting Factory. “Avevo da lavorare in ufficio l'intera giornata, poi andavo a prendere una birra e guardavo la TV”, ha dichiarato a Time Out New York nel 2006, riferendosi alla sua esperienza lavorativa. “Per essere qualcuno che voleva fare musica, tutto ciò è stato di incredibile ispirazione.”
Il suo prima disco è un EP auto-prodotto nel 2000, Truth Love Work. Nel recensire il disco, Time Out New York scrive: "La O'Connor è un'altra Liz Phair o Elliott Smith in procinto di sfondare", lodando i suoi "così sentiti brani alla chitarra" ed i "testi concreti".
Al primo EP, segue nel 2002 un disco integrale che porta il suo stesso nome, auto-prodotto sotto il marchio Kiam Records. L'album successivo, The Color and the Light, viene prodotto dalla Red Panda Records nel 2005. Negli successivi firma un contratto con la Matador Records, a seguito della sua performance al SXSW music festival. L'album di debutto con la Matador, Over the Mountain, Across the Valley & Back to the Stars, viene scritto a seguito di alcuni anni difficili vissuti dalla O'Connor, durante i quali, tra le altre cose, perde la sorella maggiore affetta da un cancro al cervello. Aveva precedentemente perso un'altra sorella in un incidente stradale nel 1998. L'album ottime generalmente dei buoni riscontri, con un senso pervasivo della perdita che attraversa l'interno album notato dalla critica. Il portale musicale Pitchfork definisce Sister "uno dei brani pop di genuinamente toccati dell'anno, capace di esprimere un dolore adulto, senza dare l'illusione che la sofferenza renda eccessivamente sentimentali o speciali."
Pur legata dal contratto con la Matador, continua a gestire la Kiam Records, con la quale comincia a pubblicare album di altri artisti ed alcuni singoli su vinili da 7 pollici nel 2007.
Il suo secondo album per la Matador è Here With Me, una raccolta dal tono più leggero pubblicata nel 2008 che riscuote un successo positivo. Lo SPIN magazine scrive che i suoi "coraggiosi testi e la voce forte in modo sbalorditivo spaziano dalle toccanti ballate folk al rock più vivace in tutta semplicità." CMJ scrive che Here With Me "è così sentito che è quasi troppo semplice dare per scontato sia brava in quello che fa."
La O'Connor si è sempre dichiarata omosessuale, tuttavia ciò diventa più esplicito quando figura sulla copertina di Here With Me mentre bacia la compagna sulla guancia. Non ha mai cercato di riferirsi ad un pubblico gay, tuttavia, al sito AfterEllen.com dichiara: "Penso sia una cosa che ho evitato in qualche maniera, letteralmente", aggiungendo "Intendiamoci, sono gay e totalmente a mio agio con questo aspetto di me, ma non ho mai collegato questa cosa alla mia produzione musicale. Non mi sembrava rilevante. Con questo album è capitato per caso."
Lascia la Matador a seguito del successo di critica ma non di vendite di Here With Me. La O'Connor, sentendosi scoraggiata, torna a piccoli lavori in giro per New York, tra i quali come barista a Broadway. Tornata in sala di registrazione, decide di produrre I Want What You Want con la propria etichetta discografica, dal momento che non intende attenere di trovare un altro accordo altrove. "Il caso vuole abbia un'etichetta, quindi perché no?" dichiara a NBCNewYork.com nell'Ottobre del 2011.

## Lavori recenti
La O'Connor pubblica l'album I Want What You Want con la Kiam Records l'8 novembre del 2011, la data del suo compleanno. Il Guitar World lo descrive come "sincero in modo pungente, meraviglioso dal punto di vista melodico".. Comincia un tour promozionale dell'album nel 2012, e si esibisce al SXSW music festival la stessa primavera.
Nell'autunno del 2013, un brano co-prodotto insieme a Bob Thiele dal nome "Running Blues" figura in un episodio della serie Sons of Anarchy. Nell'Agosto del 2014, il brano When I Grow Up è la colonna sonora di uno spot pubblicitario dell'iPhone 5s di Apple.

## Discografia

### Album
- Jennifer O'Connor, Kiam Records, 2002
- The Color and the Light, Red Panda Records, 2005
- Over the Mountain, Across the Valley and Back to the Stars, Matador Records, 2006
- Here With Me, Matador Records, 2008
- I Want What You Want, Kiam Records, 2011
- Surface Noise, 2016

### EP
- Truth Love Work, auto-prodotto, 2000
- Another Side of Jennifer O'Connor (digital only, eMusic exclusive) 2006

### Singoli
- Little Airplane Heart (con Choo Choo La Rouge), 2007 (7-inch vinyl)
- I Was So Wrong (Dump remix), 2008

### Apparizioni in compilation
- "Laughlike" su Ladyfest East, 28 Days Records, 2001
- "The Color and the Light" su Little Darla Has a Treat For You, Vo. 23, Darla Records, 2005
- "Deck the Halls" su Peace on Earth, Vol. II" (to benefit the Children of Uganda Fund), Hard to Find a Friend Records, 2008
- "Always In Your Mind" su Me + You Booklet, Vol. I", American Apparel, 2008
- "Cover Me" su Play Some Pool, Skip Some School, Act Real Cool: Tribute to Springsteen, Where It's At Is Where You Are Records, 2009
- "Tonight We Ride" on Matador at 21 (box set), Matador Records, 2010